# Perxitaa
Jaume Cremades Gradolí, més conegut com a Perxitaa, (Catarroja, 9 de juliol de 1991) és un youtuber i gamer valencià. Està present a les plataformes Youtube i Twitch.
Estudiant d'arquitectura, Perxitaa va començar a fer retransmissions de Minecraft com a hobby, destacant pel seu ús de l'humor. L'any 2015 tenia 400.000 subscriptors, el 2019, 1.700.000, i el 2022, 2.580.000.
És conegut pels seus trollejos i és l'autor de dos llibres.
President de l'equip de la King's League, Troncos, del qual va vendre el 15% per 600.000 € en l'any 2024.